# Anděl strážný

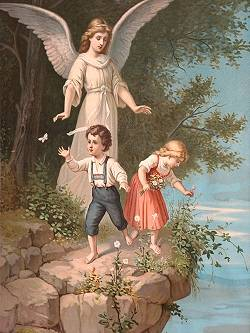
Anděl strážný v představě malíře Fridolina Leibera konce 19. století

Anděl strážný je náboženský pojem, označující nadpřirozenou netělesnou bytost (anděla), která je určena jednotlivci k jeho ochraně.
V rámci katolické církve se věří na anděly strážné, ačkoli tito nejsou obsahovým středem víry. Existenci anděla strážného potvrzuje v teologické rovině Matouš (18,10): „Mějte se na pozoru, abyste nepohrdali ani jedním z těchto maličkých. Pravím vám, že jejich andělé v nebi jsou neustále v blízkosti mého nebeského Otce.“ (ekumenický překlad). Z tohoto se dovozuje, že má každý člověk jednoho takového anděla strážného. Liturgické uctívání andělů strážných se rozšířilo v 15. a 16. století spolu s uctíváním Archanděla Michaela. Archanděl je považován za anděla ochraňujícího církev, nemocné, obchodníky, námořníky a vojáky. Roku 1670 ustanovil papež Klement X. svátek svatých Andělů strážných pro celou církev na 2. října.

## Galerie

### Sochy

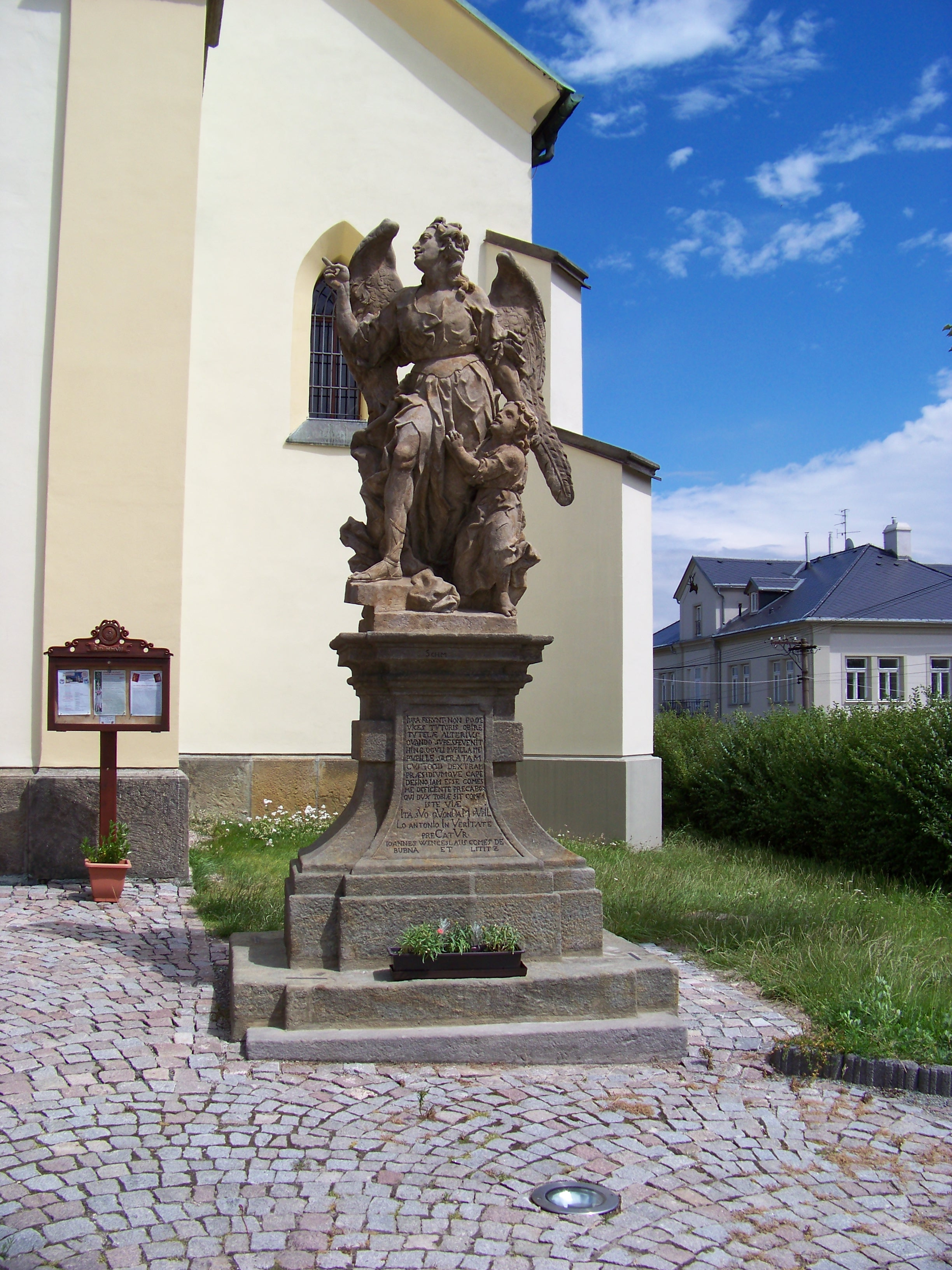
Horní Jelení (okres Pardubice)
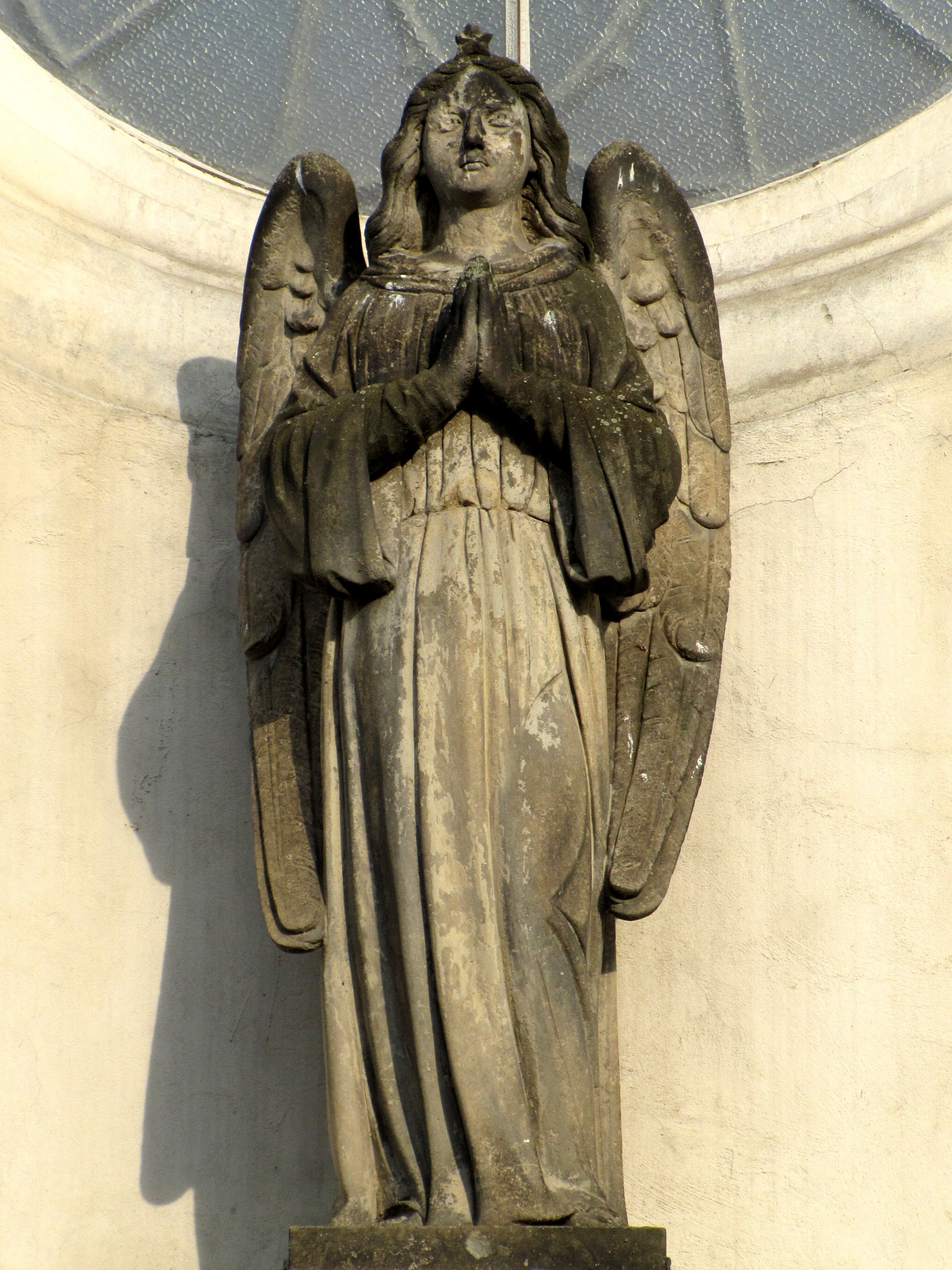
Kyjov (okres Hodonín)
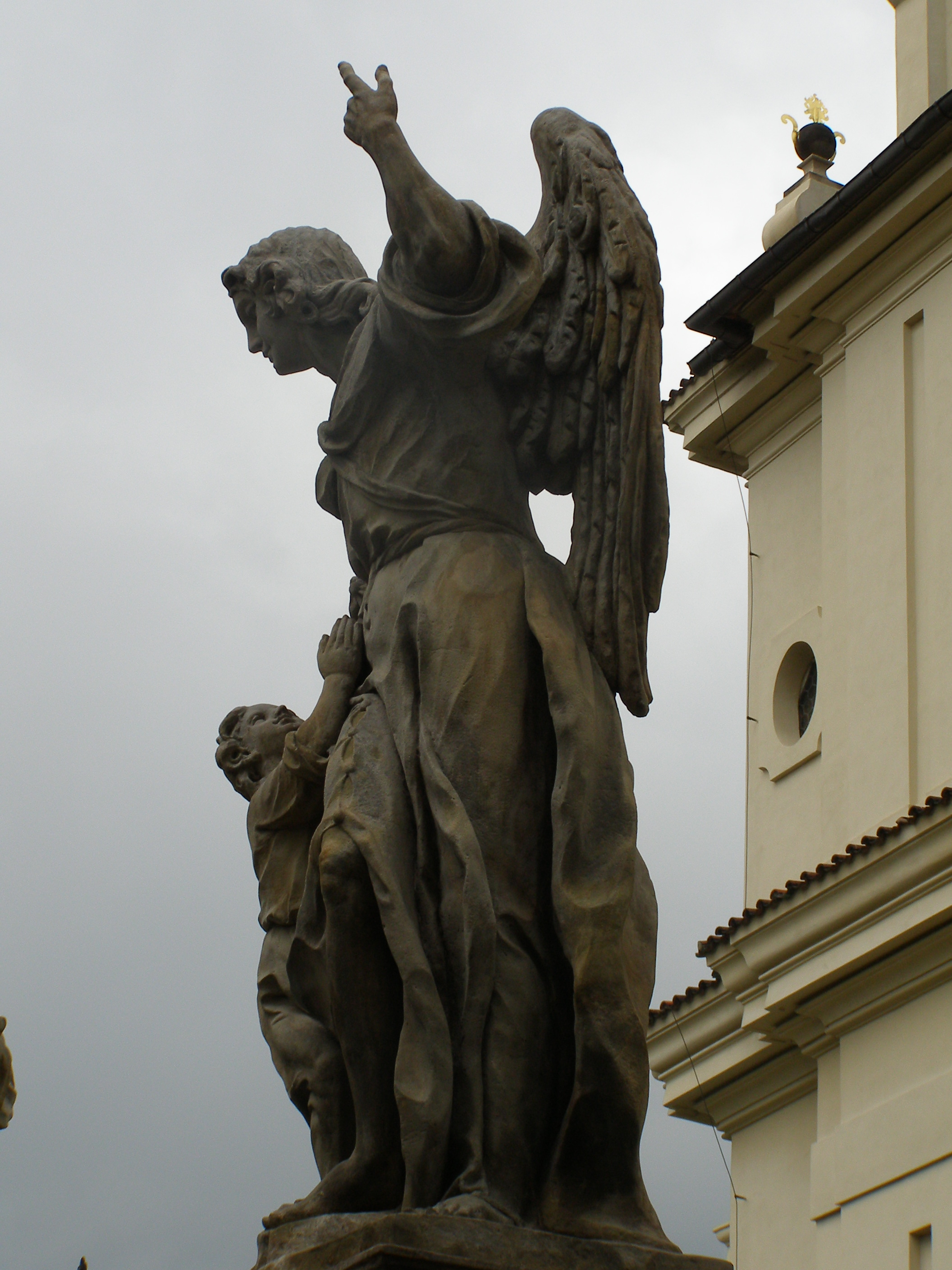
Lysá nad Labem (okres Nymburk)
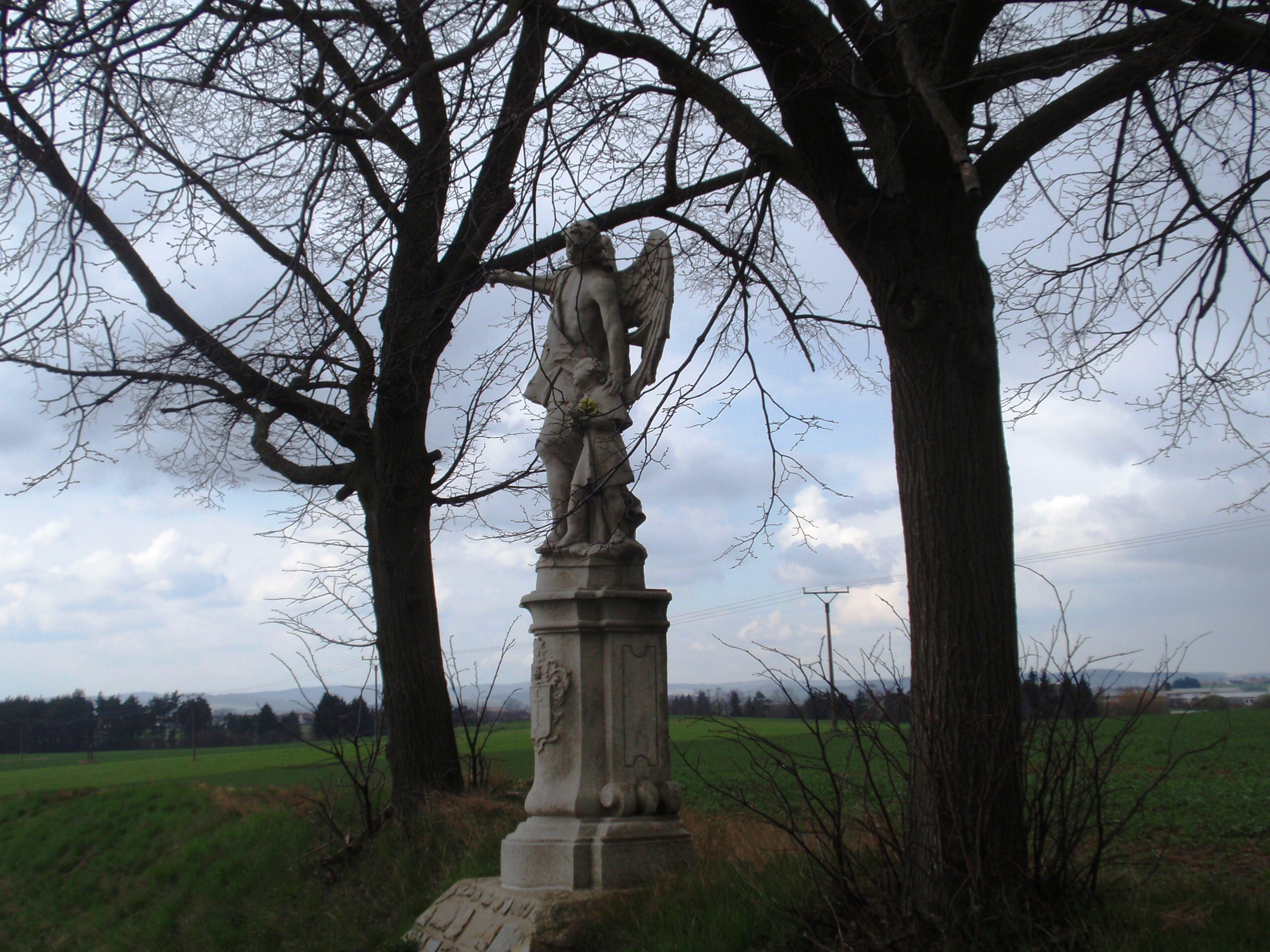
Příložany (okres Třebíč)
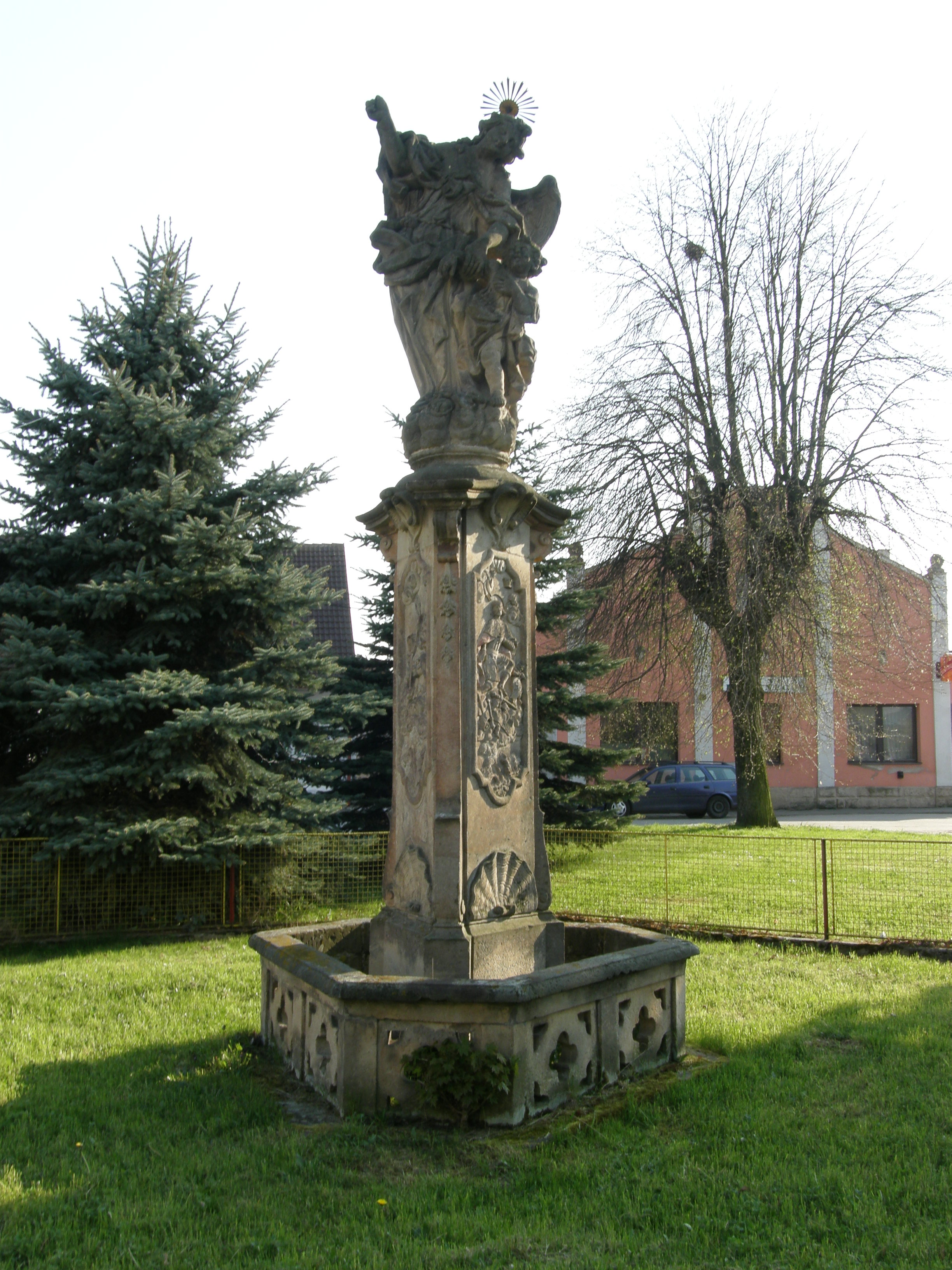
Sobčice (okres Jičín)
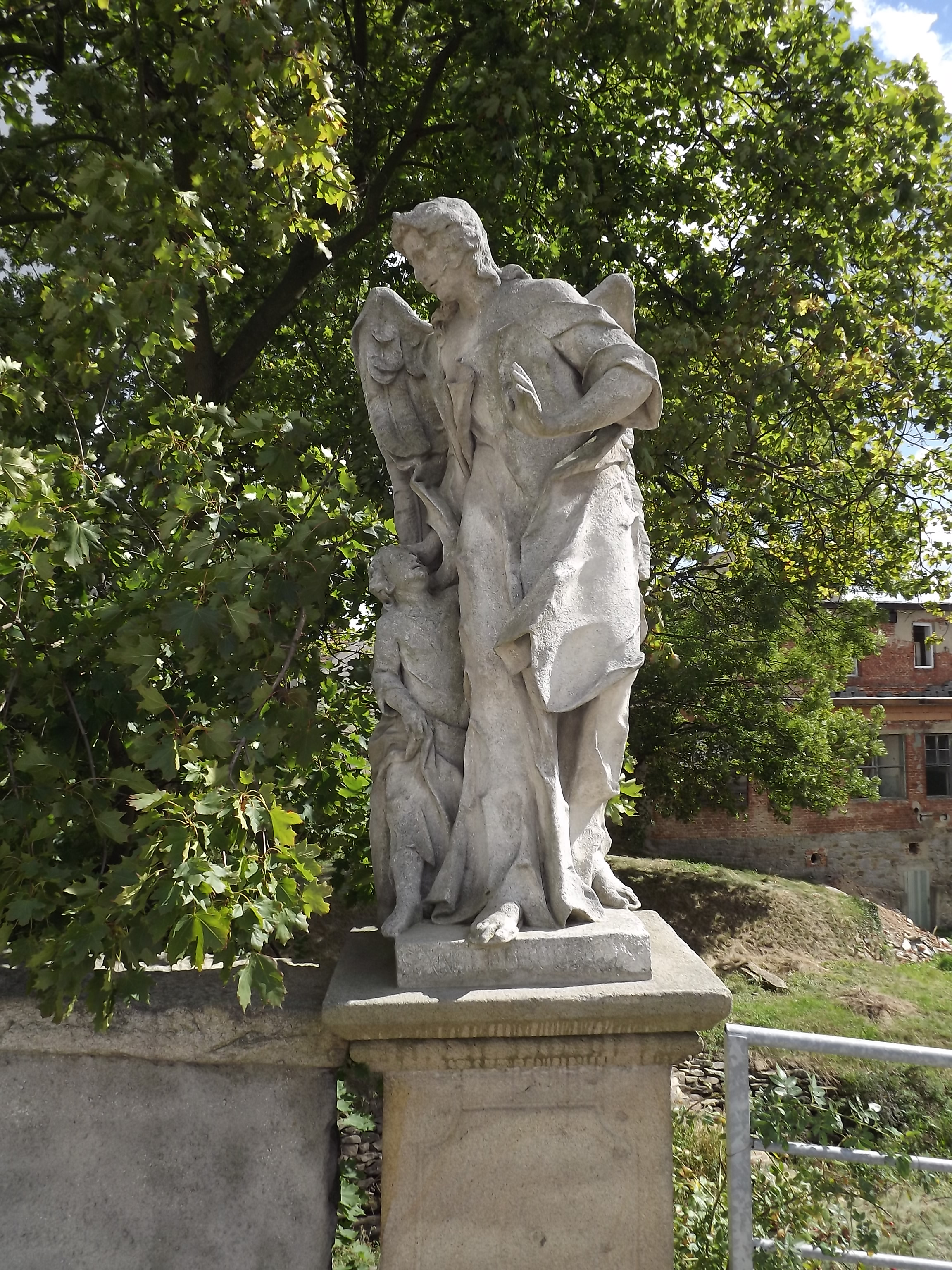
Telč (okres Jihlava)